# Ha Concerts

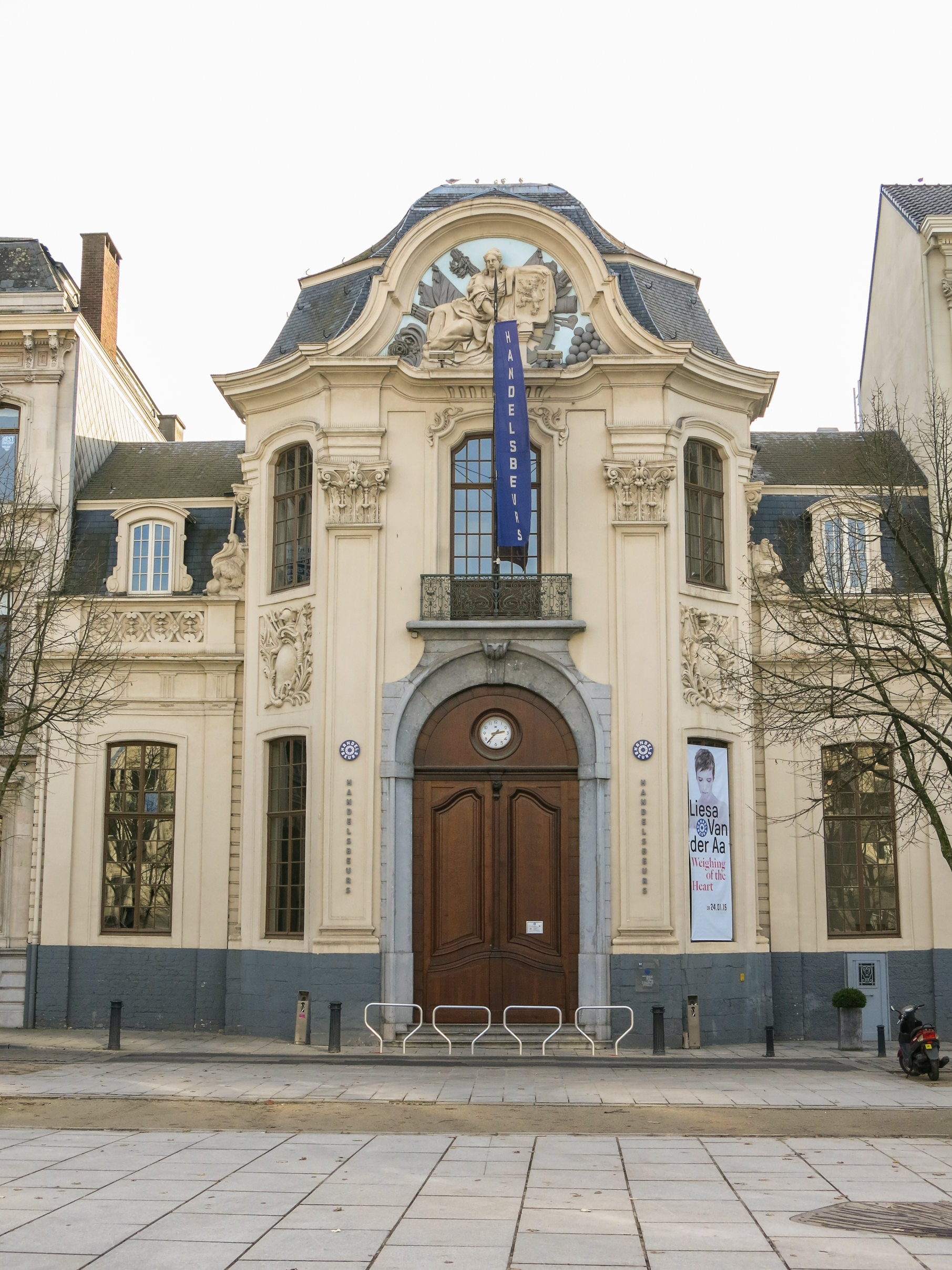
De Hoofdwacht ontworpen door David 't Kindt maakt nu deel uit van Ha Concerts

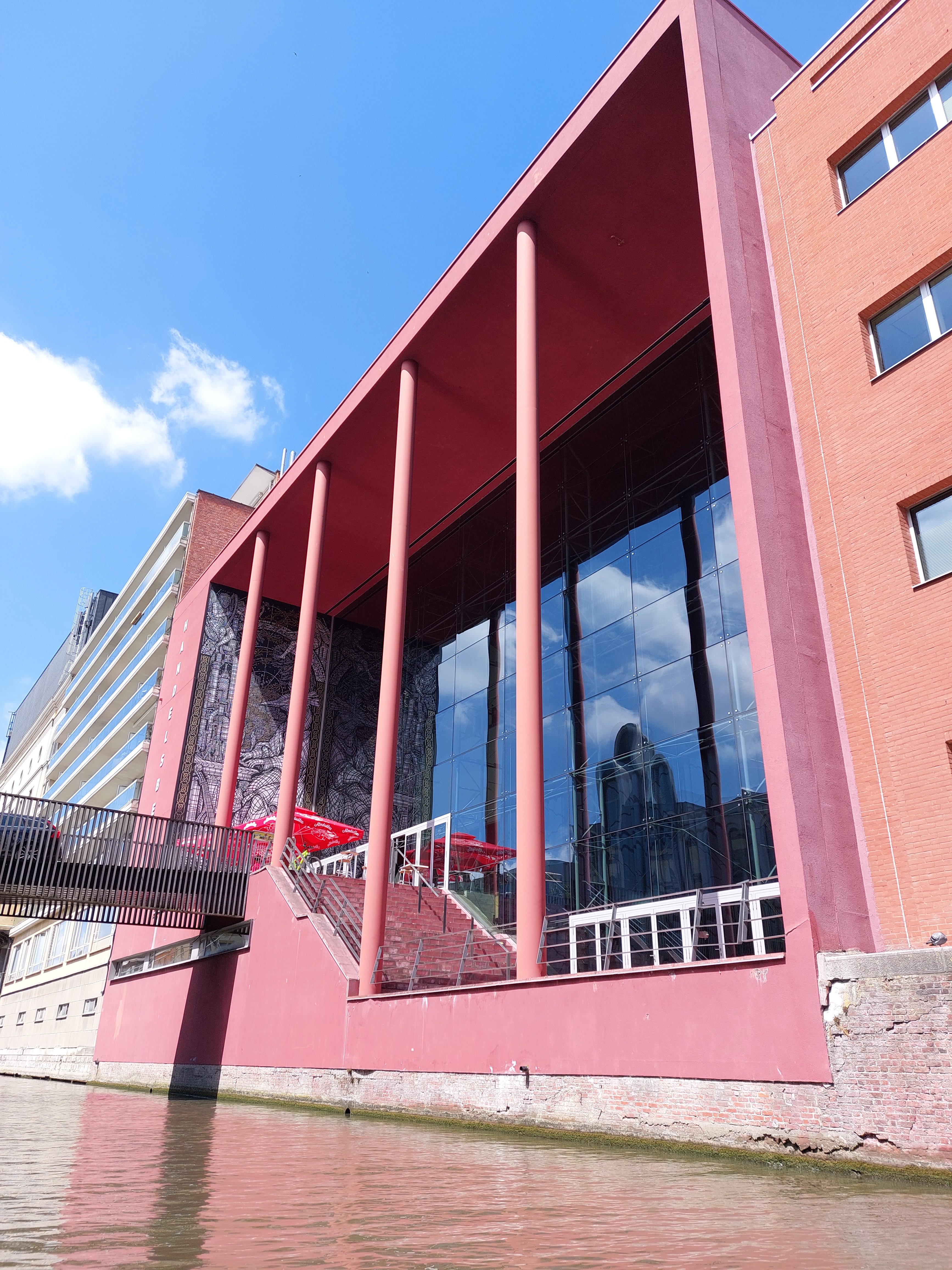
Achterzijde

Ha Concerts (tot 2022 de Handelsbeurs) is een concertzaal in de Vlaamse stad Gent, gevestigd in het monumentale Handelsbeursgebouw op de Kouter.

## Geschiedenis
De Corps de Garde of Hoofdwacht, het oudste deel van het Handelsbeursgebouw, is een ontwerp van David 't Kindt en werd in 1738-1739 gebouwd. 
In 1899 kocht de stad Gent de feestzaal l'Union aan, gelegen naast het Corps de Garde, dat reeds stadsbezit was. Architect Charles van Rysselberghe kreeg opdracht beide gebouwen samen te voegen tot één pand, waarin de Gentse Handelsbeurs zou worden gevestigd. Tijdens de ingrijpende verbouwingswerkzaamheden werd er een telefoon- en telegraafkantoor gevestigd in de Corps de Garde en werd het complex aan de tuinzijde uitgebreid met een galerij. In 1906 werd het pand opnieuw verbouwd. Wederom onder de hoede van Charles van Rysselberghe werd er in dat jaar ook in het Corps de Garde een zaal gerealiseerd: een beurszaal met schilderwerk van Armand Heins.
Na jarenlange leegstand werd het pand in het jaar 1997 aangekocht door Mercator & Noordstar en tot 2002 grondig gerestaureerd en omgebouwd tot een moderne, middelgrote concertzaal. De vroegere feestzaal l'Union doet dienst als foyer voor de huidige concertzaal, terwijl de beurszaal in het vroegere Corps de Garde ingericht is als moderne concertzaal met flexibele opstelling.